# IndyCar
INDYCAR (dříve Indy Racing League – IRL) je zastřešující organizací pro závodní série amerických formulí. V současné době INDYCAR zastřešuje čtyři závodní série: primární seniorskou IZOD IndyCar Series (zkráceně ICS), dále tři juniorské série Firestone Indy Lights – dříve Indy Pro, Pro Mazda Championship – dříve Star Mazda, a U.S. F2000 Championship.
Indy Racing League založil v roce 1994 Tony George (rodina Hulmanů), jelikož se mu opakovaně nepodařilo odkoupit CART. V roce 1996 se konala první sezóna nově vzniklého seriálu Indy Racing League (nyní IndyCar Series), kde byl vrcholem závod 500 mil Indianapolis, který je stále součástí kalendáře. V roce 2008 došlo ke spojení ChampCar a IRL. Dne 1. ledna 2011 došlo k přejmenování organizace na INDYCAR.
INDYCAR, stejně jako Indianapolis Motor Speedway (IMS), vlastní rodina Hulmanů (Hulman & Co.) a řízením organizace je pověřen Jeff Belskus.

## Historie

### American Open Wheel Racing
INDYCAR jako organizace, je pouze další organizací v historii American Open Wheel Racing (AOWR), které zastřešovaly/zastřešují hlavní formulovou sérii. Historie AOWR se datuje do roku 1904, kdy byl pořádán první závod pod hlavičkou American Automobile Association (AAA). V roce 1911 byl poprvé pořádán závod 500 mil Indianapolis. AAA pořádala šampionáty AOWR až do roku 1955.
V roce 1956 začal hlavní šampionát pořádat United States Auto Club (USAC), založen Tonym Hulmem, který zároveň vlastnil IMS. USAC pořádal šampionát až do roku 1978, pak však Dan Gurney s dalšími založili konkurenční organizaci Championship Auto Racing Teams (CART), která začala pořádat národní šampionát od roku 1979.
USAC se pokoušel pořádat vlastní šampionát až do roku 1981, avšak bez valného zájmu týmů, jelikož ty byly sloučeny v organizaci CART. USAC proto od roku 1982 pořádal pouze závod Indy 500, který se však započítával do šampionátu CART.

### Tony George a Indy Racing League
Tony George se od roku 1991 opakovaně snažil odkoupit CART a převzít tak moc nad AOWR, nelíbilo se mu totiž internacionalizování série. Vymizelo totiž původně majoritní zastoupení oválových závodů a amerických pilotů, což chtěl Tony George změnit. Odkup se mu však nevydařil a tak roku 1994 založil konkurenční organizaci a roku 1996 rozjel i konkurenční šampionát Indy Racing League. Jelikož IMS vlastnila rodina Hulmanů, které je Tony George členem, závod Indy 500 se stal součástí nově vzniklého šampionátu.
V prvních letech však IRL nenalákala ani špičkové týmy, ani piloty. V té době hvězdy AOWR jakými byli Alex Zanardi, Juan-Pablo Montoya, Michael Andretti nebo také týmy Penske Racing, Newman-Haas Racing či Ganassi Racing závodili v šampionátu pořádaném CART.
Vše se změnilo po roce 2000, kdy postupně do IRL přešly se svými piloty týmy Penske, Ganassi, Andretti Autosport a později i Bobby Rahal. Dále se Tonymu Georgovi podařilo nalákat výrobce Honda, Toyota a další. Toto byl začátek konce pro CART, čehož s odstupem času nejvíce litoval Bobby Rahal (CEO CART v roce 2000).

### CART & ChampCar
CART založený v roce 1978, pořádal šampionát od roku 1979. I přes odtržení Indy 500 a vznik konkurenční série, to byl právě šampionát CART, ve kterém závodily největší hvězdy AOWR 90. let 20. století. V roce 2001 to dokonce chvíli vypadalo na usmíření a postupnou integraci obou sérií.
Avšak nakonec se tak nestalo a IRL postupně zlákalo jak velké týmy, tak jejich piloty. Po nevydařeném závodu Firestone Firehawk 600 v Texasu na Texas Motor Speedway v roce 2001 a ztrátě titulárního sponzora (FedEx) v roce 2003, došlo k bankrotu série. Veškerá práva přešla na následnickou organizaci Open Wheel Racing Series (OWRS), která od roku 2004 do roku 2007 pořádala ChampCar World Series (CCWS).

### Sloučení IRL a ChampCar
Po roce 2000 CART, ani následně CCWS, nedokázalo udržet titulární sponzory, výrobce, týmy ani piloty. V letech 2000-2008 došlo k několika jednáním o sjednocení ChampCar a IRL. V roce 2001 tomu bylo dokonce velmi blízko, avšak týmy ChampCar se postavily proti. Před sezónou 2008 však ChampCar vyhlásil bankrot (jedním z důvodů byla i nová technika Panoz, uvedená v roce 2007).
Pro sezónu 2008 tak došlo ke sloučení obou konkurenčních sérií. Týmy CCWS přešly pod IRL, když v první sezóně měly pronájem motorů zdarma a šasi Dallara za zvýhodněné ceny. Do šampionátu IRL se dostaly také některé závody, které byly v původním kalendáři CCWS. Derniérou ChampCar World Series byl v roce 2008 závod v Long Beach.
Spojení obou sérií, kromě dlouhotrvajících sporů, umožnilo i sjednotit statistiky šampionátů a také užívání názvů IndyCar a Indy Lights organizací IRL.

### IndyCar
Indy Racing League, LLC, díky zakladateli Tony Georgovi patřící rodině Hulmanů, se stala jedinou nástupnickou organizací po spojení IRL a ChampCar. Od roku 2008 pak pořádá hlavní šampionát, tedy IndyCar Series. V roce 2009 byl Tony George odvolán z řídící pozice IRL, když jej nahradil Randy Bernard (15 let úspěšně řídil závody býčího rodea). Od 1. ledna 2011 organizace začala používat název INDYCAR.
Přesto se však na oficiálních dokumentech stále používá název Indy Racing League, LLC, popř. d/b/a INDYCAR. INDYCAR je tedy pouze obchodní značkou.
Koncem roku 2012 byl odvolán Randy Bernard z pozice CEO INDYCAR. Dočasně jej nahradil Jeff Belskus. Současně s tímto Tony George rezignoval na místo ve správní radě IMS, a opět se pokusil odkoupit organizaci řídící národní formulový šampionát.

## Road To Indy
Road To Indy je program sdružující závodní série, které pořádá INDYCAR. Tento program slouží k výchově a průpravě mladých pilotů a jejich přípravě na vrchol tohoto programu, tedy IndyCar Series.

### IZOD IndyCar Series
IndyCar Series je tzv. nejvyšší liga, tedy primární série pořádaná INDYCAR. Série měla svou první sezónu v roce 1996 jako Indy Racing League. Od roku 2003 pak přibyl název IndyCar, tedy Indy Racing League IndyCar Series. Po sloučení IRL a ChampCar v roce 2008 došlo k přejmenování na IndyCar Series. Od roku 2010 se stala titulárním sponzorem série oděvní firma IZOD .
Původní zaměření soutěže bylo tzv. all US – tedy američtí piloti, americké vozy a americké ovály. V době založení série totiž CART series expandoval mimo USA a američtí piloti měli minoritní zastoupení. V roce 2005 však série pořádala první závody mimo ovály. I díky sloučení ChampCar a IRL, byl v roce 2009 poměr přírodních a městských tratí vůči oválům 50:50. V sezóně 2013 je však z 19 závodů pouze 6 na oválech.

### Firestone Indy Lights
Firestone Indy Lights je předstupeň IndyCar Series, tedy hlavní juniorskou sérií. Oproti ostatním šampionátům v programu Road To Indy má nejvíce závodů pořádaných společně s hlavní sérií. První sezóna se konala v roce 2002 pod názvem IRL Infinity Pro Series (Indy Pro). Díky sloučení ChampCar a IRL, přešly práva na užívání názvu Indy Lights na INDYCAR, takže od roku 2008 se série jmenuje Indy Lights (do roku 2002 pod stejným názvem pořádal juniorskou sérii CART).

### Pro Mazda Championship
Jediná série z programu Road To Indy, která není vlastněná ani organizovaná díky INDYCAR. Série vznikla v roce 1991 a dlouho existovala pod názvem Star Mazda Championship presented by Goodyear. V roce 2012 série změnila majitele, kterým se stal Dan Andersen, resp. Andersen Promotions, a přejmenoval sérii na Pro Mazda Championship.

### U.S. F2000 Championship
Nejnižší série v programu Road To Indy vznikla v roce 1990, avšak ukončila svou činnost v roce 2006. V roce 2010 byla série obnovena díky snahám Dana Andersena a zařazena do programu Road To Indy, kde se stala prvním základním stupněm. Série všechny závody koná společně s Pro Mazda Championship.

## SAFER
SAFER je speciální ochranný systém instalovaný na oválech. Před betonovou zeď je nainstalován SAFER barrier, který je měkčí nežli beton a mnohem lépe absorbuje nárazy. Na vývoji systému se (nejen) finančně podílela právě INDYCAR. První ovál, kde byl SAFER nainstalován, byl v roce 2002 ovál v Indianapolis. Od roku 2006 je SAFER povinnou výbavou všech oválů, na kterých se pořádají závody IndyCar.